# متافیز

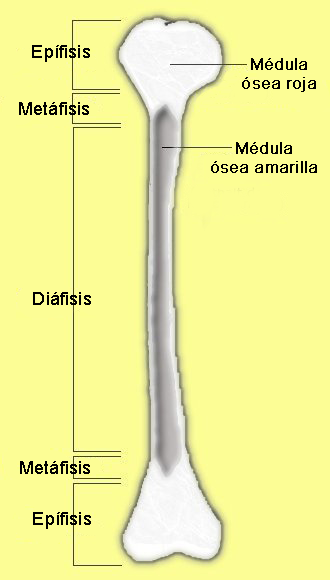
EpiMetaDiafisis‍

پهنهٔ استخوان یا متافیز (به انگلیسی: Metaphysis) قسمت پهن‌تر انتهاء تنه استخوان دراز که مجاور دیسک اپی‌فیزی است و محل اتصال سر و تنه استخوان دراز است. پهنه استخوان عبارت است از قسمت بین تنه استخوان (دیافیز) و سر استخوان (اپی‌فیز) در استخوان‌های بلند که محل رشد طولی استخوان در دوران رشد است.
استخوان‌های بلند از سه قسمت تشکیل شده‌اند. قسمت وسط که بسیار محکم است را تنه استخوان می‌نامند. دو سر استخوان که قدری بزرگتر و برجسته تر است را سر استخوان می‌گویند. بین سر و تنه قسمتی از استخوان قرار گرفته که از جنس استخوان اسفنجی است و به آن پهنه یا متافیز می‌گویند.